# جيرارد كليفورد
جيرارد كليفورد (بالإنجليزية: Gerard Clifford)‏ هو كاهن كاثوليكي أيرلندي، ولد في 24 يونيو 1941، وتوفي في 12 ديسمبر 2016 في أرماه في المملكة المتحدة.